# Aïcha Sidibé
Aïcha Sidibé (3 dicembre 1995) è una cestista senegalese.

## Carriera
Con il Senegal ha disputato i Campionati africani del 2017 e i Campionati mondiali del 2018.